# Douglas Turner
Pour les articles homonymes, voir Turner.
Douglas « Doug » Turner (né le 2 décembre 1966) est un athlète britannique, spécialiste des épreuves de sprint. 

## Biographie
Il s'illustre lors des Championnats d'Europe de 1998, à Budapest, en s'adjugeant la médaille d'argent du 200 m en 20 s 64, derrière son compatriote Douglas Walker. 
Son record personnel sur la distance est de 20 s 43, établi le 9 juin 1996 à Tallinn

### Palmarès
| Date | Compétition                    | Lieu     | Résultat | Épreuve |
| ---- | ------------------------------ | -------- | -------- | ------- |
| 1998 | Championnats d'Europe en salle | Valence  | 5e       | 200 m   |
| 1998 | Championnats d'Europe          | Budapest | 2e       | 200 m   |

### Records
| Épreuve | Performance | Lieu        | Date    |
| ------- | ----------- | ----------- | ------- |
| 200 m   | 20 s 43     | 9 juin 1996 | Tallinn |